# Res de Res
Res de Res és una companyia de teatre mallorquina especialitzada en espectacles de teatre gestual, amb seu a Sineu.
Va ser fundada el 1997 per Joan Manel Vadell i Marta Barceló i Femenías. Des del 1998 Biel Jordà i Ramis que Barceló havia conegut a l'escola de circ The Circus Space de Londres hi va col·laborar. La companyia és considerada com pionera en el gènere del teatre-circ. Per la combinació de música viva, actors teatrals i acrobàcies creen un teatre innovador. El 2000, junts amb la companyia germana En Blanc van crear una productora conjunta Res de Res & En Blanc amb seu a Sineu. Hi van adquirir el 2008 l'antic Cine Monumental, tancat des de finals dels anys 1970 i la van transformar en centre d'investigació escènica (C.IN.E), una infraestructura teatral estrenada el febrer del 2016 després de huit anys d'obres i recerca de fons.
Espectacles destacats
- Ícars (2000), junts amb la companyia germana En Blanc[2]
- Trèmolo (2001)
- Mara (2002)
- Tempo (2005)[4]
- Setembre (2008)
- Sine Terra (2010)
- Pontes (2011)
- Remor (2011), una peça de dansa i teatre, una coproducció amb Joan Miquel Arigues, creada en una cel·la d'una presó abandonada de Palma[8]
- Fuga (2015) coproducció amb el Festival Grec de Barcelona[9][10]
- Foehn Effect (2016), coproducció amb la companyia En Blanc presentada al Festival Fringe d'Edimburg.[5]

## Reconeixements
- Premi del Públic del Teatre del Mar per l'espectacle Tempo.
- Dues nominacions als Premis Max de Teatre pels espectacles Mara (2011) i Tempo (2006).[11]
- Total Theatre Award (2012) al Festival Fringe d'Edimburg a la millor creació de teatre físic i visual, per Remor[12]